# あるいとう
『あるいとう』は、ななじ眺による日本の漫画。『マーガレット』（集英社）において、2011年（平成23年）9号（4月20日号）から2015年（平成27年）21号（10月20日号）まで連載された（2011年11号から2012年6号までは休載、後述）。全63話。
兵庫県神戸市中央区北野町を舞台に、明るく強く生きようとする主人公の少女が、自身のことや人間関係に悩みながらも成長していく姿を描いた人間ドラマである。主人公は阪神・淡路大震災で母を喪ったという設定であり、同震災を題材とした作品としても話題となった。タイトルの「あるいとう」は神戸弁で「歩いている」の意味。

## あらすじ

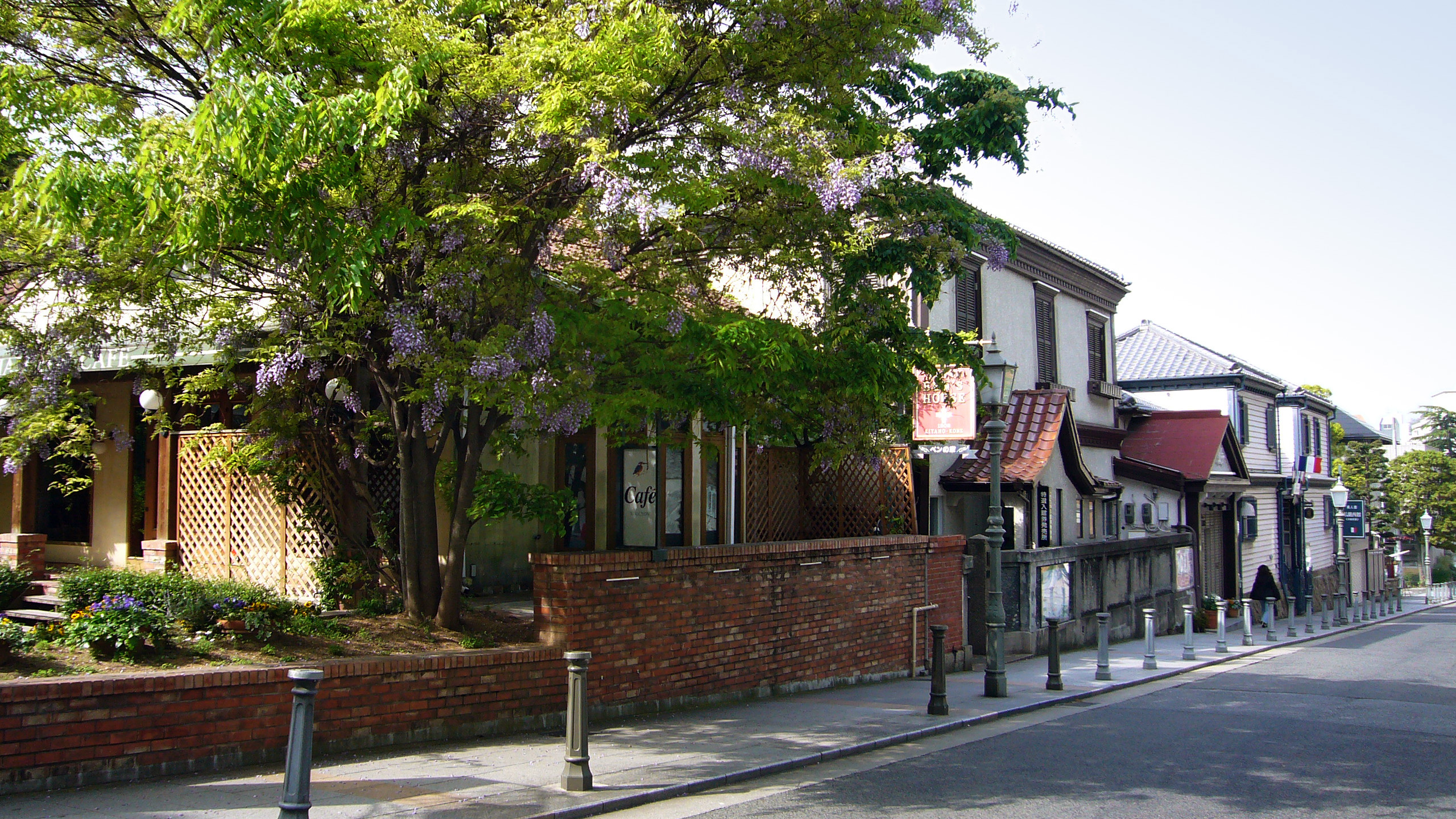
本作の舞台となる兵庫県神戸市北野町

2010年、神戸市北野町。主人公・玉田くこは、かつての震災で喪った母への複雑な想いを抱きつつも、幼馴染のキヨ、衣舞、憧れの美大生の桜太、最近転居してきた授たちに囲まれ、いつも笑顔で、強く明るく生きている。
桜太は作品展に出展する絵のアイディアに悩み、くこのブログの構図を盗んで絵を描き、その作品で大賞を受賞してしまう。桜太は罪悪感から絵を辞め、地元の姫路へ帰る。くこは桜太との別れを経て、強さだけではなく、自分の中の弱さを表現できるようになっていく。
桜太の通っていたアトリエのオーナーの乱が、脳出血で倒れる。くこは姫路まで行き、桜太を病院まで連れて来る。くこはその行動を「罪滅ぼし」と語り、桜太に絵を辞めさせてしまった後悔を述懐する。自分の内心をすべて吐露したくこは、そのまま姿を消す。
授、キヨ、桜太、衣舞は協力してくこを捜した末、くこのブログを頼りに、震災モニュメントがある東遊園地に辿り着く。公園では、くこが笑顔を携え「見つけてほしかった」と本音を漏らす。4人はくこに抱きつき、それぞれ、各自の事情でくこに強さを押し付けていたことを詫びる。くこは一同の想いを受け止め、日常が戻る。
授は自分がサックスで出場するライブに、くこたち一同を招く。授は演奏を通じ「1人じゃないとわかれば、もっと強くなれる」と、くこに伝える。くこは本当の強さを理解しつつ、これからも傷つき、迷いながらも、北野の町を歩いてゆく。

## 登場人物
玉田 くこ（たまだ くこ）
主人公。常に笑顔で強気、北野の坂道も一気に登りきる元気な少女。髪はいつもポニーテールで、これにより辛いときも、顔の皮膚を引き上げて無理やり笑顔を作っている。服はボーダー柄がトレードマーク。1995年1月2日生まれ、15歳、高校1年生。名前は生年の「95」と、様々な有用性を持つ植物であるクコが「皆を笑顔にする」として命名された。
平野 清盛（ひらの きよもり）
通称、キヨ。くこの幼馴染で同い年、家も隣同士。くこは女子校、自身は別の共学の高校に通う。学校での女子人気は高いが、周囲には目もくれず、くこを密かに想っている。
伊藤 授（いとう さずく）
神奈川から北野へ転居してきた少年。北野を嫌い、くこにも当初は反感を抱くが、遠距離恋愛の恋人の森香（もりか）との別れを経て、くこに惹かれてゆく。サックス吹き。高校2年生。
河合 衣舞（かわい いぶ）
くこの親友の少女。漫画マニアで、くこの行動を「衣舞んせき」と称し、漫画の定番に例えて分析する。くこと清盛と幼馴染だが、コミュニケーション障害で、高校には進学していない。
成宮 桜太（なりみや おうた）
くこの近所のアトリエ「MuMu」に通う美大生。姫路出身で、北野には約1年前から住む。物静かで、陰のある性格。有名に想いを寄せる。
乱（らん）
アトリエ「MuMu」のオーナーの芸術家。終盤で脳出血に倒れ、後遺症で右手の自由を失うが、左手で再起を図る。
有名（うな）
乱の妻。桜太の自分への想いを知りつつも、乱への愛を貫き、芸術に苦悩する桜太をも支える。
玉田 亨（たまだ とおる）
くこの父親。くこ誕生の直後、震災により妻を喪った身ながら、くこ同様に笑顔を絶やさず、父娘2人で生活している。

## 作風とテーマ

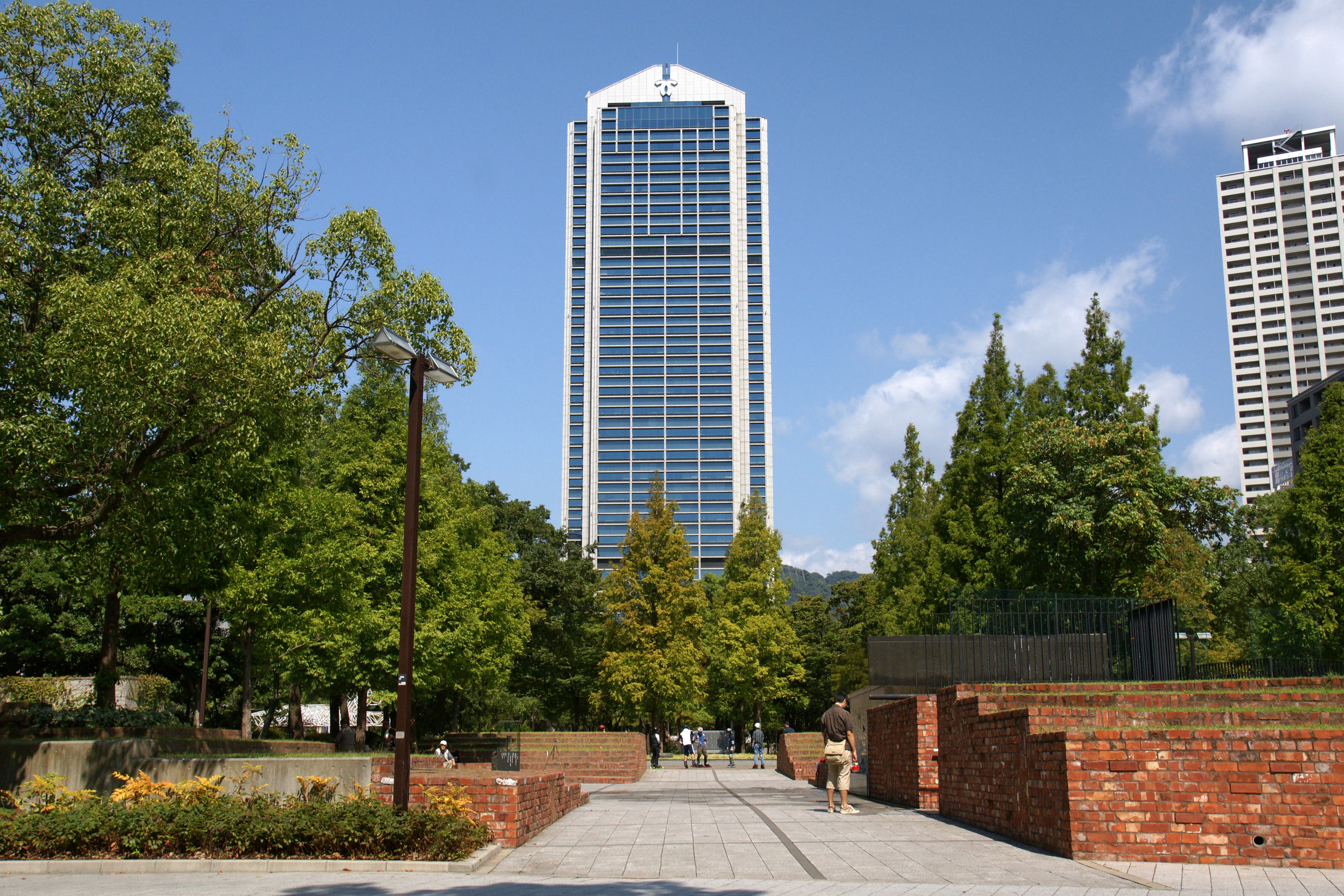
東遊園地「慰霊と復興のモニュメント」

ななじ眺がそれまで描いていた、少女漫画の王道と呼べるラブコメディとは異なる、シリアスに近い作風が特徴である。阪神・淡路大震災を題材として取り上げていることから、被災者が抱えている心の傷や鎮魂の風景など、少女漫画の世界では敬遠されがちな重いテーマも含まれている。震災の追悼行事である「阪神淡路大震災1.17のつどい」や、東遊園地にある震災関連のモニュメント「慰霊と復興のモニュメント」「1.17希望の灯り」なども作中に登場する。登場人物たちそれぞれの、重い過去や辛い現実と向き合いながら生きていく様子も、リアルに描き込まれている。その一方では、同年代の少年たちとの微妙な恋愛模様など、王道と呼べる少女漫画の要素も含まれている。
神戸市北野町が舞台であり、北野の街並みが丁寧に描かれていることも特徴の一つである。単行本にも、北野の街並みが全巻の表紙に描かれている。登場人物の台詞には主に神戸弁が登場する。神戸弁は物語の大事なポイントの1つであり、同じ関西弁でも地域によってニュアンスが少しずつ異なるため、登場人物の個性を表現する重要な要素となっている。
作中では主人公「くこ」の親友「衣舞」が「衣舞んせき」と称して、くこたちの行動を王道の恋愛漫画のパターンに重ね合わせて分析し「少女漫画のパターンだと、誰々が誰々とハッピーエンドになる」などのように解説する、一種のメタフィクションともいえる描写が頻繁に登場する。これはななじ眺が、王道漫画を手癖で描いてきたことに対する戒めである。また「衣舞がこう言ってるから、違う展開になるのか」、逆に「今まで衣舞の発言が的中したから、今回もやはりそうなるか」などのように、読者にミスリードを誘う手法でもある。
各話は「第1話」「第2話」ではなく「第1歩」「第2歩」と表記され、最終話は「最後の1歩」である。単行本第5巻と第9巻にはそれぞれ、衣舞を中心とした番外編「となりのイブ」「本日の衣舞」が収録されている。

## 制作背景
ななじ眺が前々作で描いた『パフェちっく!』は、少女漫画として王道のラブコメディであり、前作の『コイバナ!〜恋せよ花火〜』も王道に近い作品であったため、ななじは「そろそろ違うものを」との気持ちを抱いていた。折しも担当の編集者から「好きなことをしてもいい年頃なんじゃない」と背中を押されたことをきっかけに、それまでとは異なる、明るいとは言えない作品への挑戦として描かれた作品が、本作である。『マーガレット』掲載作品の中では大人びた作風ではあるが、少女漫画雑誌である『マーガレット』に掲載する以上、読者の反応の考慮も必要であり、だからと言って読者ばかり考えていては『あるいとう』ではなくなるとして、ななじにとっては非常に苦悩や葛藤があったという。
舞台を神戸市北野町に設定した後、実在の場所を描いた作品は現地を愛する人々からこだわりを持って読まれると予想されたこと、さらに神戸の人々は非常に地元愛が強いことから、ななじは現地で生活する人々の気持ちを少しでも理解するべく、北野町界隈を丁寧に散策して取材を行った。神戸弁や震災のことも、執筆前に丹念に調査した。ななじ自身、神戸在住の経験は無いものの、幼少時より何度も遊びに来たことがあり、神戸は愛着があるという。現地での取材中に知り合った高校生と大学生の女性は、現地での日常的な生活を知る上で役立った他、神戸弁の監修も務めた。
阪神・淡路大震災を取り上げたことは、「神戸を舞台とする以上は避けて通ることができない」との理由による。ななじ眺自身も兵庫県加西市の実家の在住時、19歳で漫画家としてデビューした直後、この震災を体験している。さほど大きな被害はなかったものの、ボランティアに行こうとしたところ、父から「自分にできることは他にあるだろう」と言われて、今の自分にできることは、漫画を描くことなのだと気づいたという。
第1話の雑誌掲載は2011年4月であり、この第1話執筆中には東日本大震災が発生した。ななじはすでに本作で阪神の震災を描くことを決定していたため、漫画で震災を描くことで傷つく人がいないか、あらすじを変更するべきか、このまま執筆を継続するべきかの迷いが生じた。折しも別件で東北地方へ取材へ赴き、被災者に本作の執筆のことを相談すると、「ぜひ描いてください」「忘れられるのが一番嫌です」との答が返った。さらに後に取材のため、震災を疑似体験できる神戸市中央区の人と防災未来センターを訪れたところ、震災をアトラクションのように楽しんでいる若者たちを目にしたことで、震災を風化させないため、そうした世代に震災を伝えるために執筆の継続を決断した。
また第2話の執筆中には、ななじが脳梗塞に倒れて1か月間の入院となり、連載は1年近くにわたって中断された。入院中は重度の眩暈を患い、後遺症で麻痺が残る可能性もあり、漫画家として復帰できるかどうかもわからなかったが、懸命なリハビリの末に連載再開に至った。作中の終盤で画家が脳出血に倒れ、「右手がダメなら左手で 手がダメなら 足ででも 口ででも 絵を描き続ける」との台詞があるが、本当にそのような心情であったという。
登場人物には、ななじ自身の内面があちこちに投影されている。たとえば、主人公の母が震災から自身を犠牲にして救う場面は、子を持つ母であるななじが、同様の局面に遭遇すれば同じ行動をとると想像しながら描かれた場面である。また、一見強そうに見えるが、実は辛い過去や経験を持ちながらも強くふるまう自身も、主人公の姿に重なるという。
先述の通り、タイトルの「あるいとう」は神戸弁で「歩いている」の意味だが、「ある伊藤」と人名にも通じ、ななじが周囲から「伊藤さんはどこに出てくるの?」とよく聞かれたこと、本作は授の物語でもあること、授に姓の設定が無かったことから、授のフルネームが登場するエピソードにおいて「伊藤」姓が設定された。
北野町では本作の連載と連動したイベントとして、2012年9月に神戸北野美術館で単行本発行記念として本作の原画展、同9月にななじの仕事場を北野美術館に移しての公開漫画制作が実施され、翌2013年5月には「インフィオラータこうべ北野坂」で本作をモチーフとした巨大花絵が展示された。漫画やアニメの登場舞台をファンが訪れる「巡礼」が観光活性化策として注目されたことから、2013年11月には北野観光推進協議会と北野異人館協会の主催により、本作で描かれた北野各地を巡る「神戸・北野異人館街スタンプラリー」が実施された。連載終了時の2015年10月には、本作でも何度も登場した北野の東公園に、地元の人々の厚意により、連載を記念して「『あるいとう』のくこの木」と名付けられたクコの木が植樹され、本作のイラストを添えた看板が掲げられた。

## 社会的評価
ななじ眺自身、テーマの重さから「売れる内容ではない」「読者を選ぶ」と覚悟していた。事実、ななじの以前の作品は高評価を維持していたものの、本作の読者からの評価は、連載当初は想像以上にふるわず、担当編集者も驚くほどであった。しかし連載が終了する頃には、ななじの以前の作品はほとんどの読者が女性だったものの、本作は男性の読者が増え、男女問わず全国各地の多くの読者が、神戸でのイベントへ訪れた。
2015年のマンガ大賞の選考において、フリーアナウンサーの松尾翠は、絵を見ながらその土地に思いを馳せる楽しさ、あたかも本当にそこに住んでいるかのように登場人物を想像する楽しさを評価すると共に、「悩みながら前進する主人公の姿が愛おしく、読みながら一緒に心の葛藤や成長を味わえる」と語った。
震災の場面での反響も大きく、東日本大震災で被災した福島県の読者からは「神戸みたいに復興したらいいな」との感想、幼少時に阪神大震災を体験した読者からは、主人公の母が被災して死去する場面について「めっちゃ泣いた。もっと震災のこと知っておきたいと思う」との感想などが寄せられた。「震災当時のことを知ることができてよかった」という若年層の読者の声もあった。2012年9月の公開制作を見学した読者からは「こんなきれいな街にもつらい時があったことを、作品で初めて知りました」との声が上がった。その反面、インターネット上のレビューで「作品に震災の要素を入れなくてもいいのでは?」との意見もあった。

## 書誌情報
- ななじ眺 『あるいとう』 集英社〈マーガレットコミックス〉、全11巻
  1. 2012年7月30日発行（2012年7月25日発売[20]）、ISBN 978-4-08-846799-3
  2. 2012年11月27日発行（2012年11月22日発売[21]）、ISBN 978-4-08-846853-2
  3. 2013年3月30日発行（2013年3月25日発売[22]）、ISBN 978-4-08-845009-4[注 1]
  4. 2013年8月28日発行（2013年8月23日発売[23]）、ISBN 978-4-08-845081-0
  5. 2013年11月30日発行（2013年11月25日発売[24]）、ISBN 978-4-08-845126-8
  6. 2014年3月30日発行（2014年3月25日発売[25]）、ISBN 978-4-08-845178-7
  7. 2014年7月30日発行（2014年7月25日発売[26]）、ISBN 978-4-08-845237-1
  8. 2014年11月30日発行（2014年11月25日発売[27]）、ISBN 978-4-08-845298-2
  9. 2015年3月30日発行（2015年3月25日発売[28]）、ISBN 978-4-08-845359-0
  10. 2015年7月29日発行（2015年7月24日発売[29]）、ISBN 978-4-08-845411-5
  11. 2015年11月30日発行（2015年11月25日発売[30]）、ISBN 978-4-08-845477-1